# Vincenzo Italiano
Vincenzo Italiano (Karlsruhe, 10 de dezembro de 1977) é um técnico de futebol e ex-futebolista italiano nascido na então Alemanha Ocidental que jogava como meio-campista. Atualmente treina o Bologna.

## Vida pessoal
Nascido em Karlsruhe, Italiano é filho de um casal de sicilianos originário de Ribera, onde passou a infância e juventude.

## Carreira de jogador
Jogou nas categorias de base do ASDP Ribera e chegou a ser reprovado em um teste no Torino por ser considerado "fisicamente inapto" pelo chefe do setor juvenil dos Granata. Ainda jogaria pela equipe amadora do Partinicaudace antes de iniciar a carreira profissional em 1994, no Trapani, onde atuaria por 2 temporadas.
Se destacou durante a primeira passagem pelo Hellas Verona, entre 1996 e 2005, fazendo sua estreia na Série A em fevereiro de 1997, na derrota por 6 a 1 para o Bologna. Ele jogaria mais 3 partidas na campanha que terminou no rebaixamento da equipe à Série B na temporada seguinte. Ajudou o Verona a subir de volta à primeira divisão em 1998–99 e marcou seu primeiro gol como profissional em novembro de 2000, no empate por 2 a 2 com a Internazionale, mas levou um segundo cartão amarelo e foi expulso após exceder na comemoração.
Depois de uma curta passagem pelo Genoa (9 partidas, todas pela Série B), Italiano voltou ao Verona em 2005, entrando para a lista de 10 atletas com mais partidas pelos Gialloblù em abril do ano seguinte. O meio-campista encerrou a segunda passagem pelo Verona com 260 partidas oficiais e 25 gols marcados.
Em janeiro de 2007, assinou com o Chievo estreando na vitória por 1 a 0 sobre o Catania, mas não conseguiu evitar a queda dos Clivensi para a Série B. Italiano ainda passaria por Padova, Perugia e Lumezzane, onde encerrou a carreira em 2014.

## Estilo de jogo
Inspirado em Demetrio Albertini e Andrea Pirlo, o estilo de jogo de Italiano era marcado pela versatilidade e dinâmica no meio-campo, principalmente por sua capacidade em desarmes e passes, além de dar passes longos. Ele também era conhecido por seus chutes de longa distância.

## Carreira de treinador
Após deixar os gramados, Italiano se tornou auxiliar-técnico de Alessandro Dal Canto no Venezia, deixando os Arancioneroverdi em outubro de 2014
Depois de treinar a base do Luparense San Paolo na Série D de 2015–16, estreou como treinador na temporada seguinte no mesmo clube (agora renomeado Vigontina San Paolo). Ele ainda treinaria Arzignano Valchiampo e Trapani antes de assumir o comando técnico do Spezia, levando o clube a conquistar o inédito acesso à Série A em seu primeiro ano após derrotar o Frosinone nos playoffs. Na temporada de estreia dos Aquilotti, Italiano surpreendeu ao manter o Spezia na primeira divisão, rendendo ao treinador sua contratação pela Fiorentina. A passagem de Italiano pela Viola foi marcada por um fato curioso: foram 141 jogos consecutivos sem repetir a mesma escalação inicial, sequência que foi quebrada nas partidas contra Lazio e Torino, em março de 2024. Sob o comando de Italiano, a Fiorentina também saiu derrotada nas 3 finais que disputou, contra West Ham United, Olympiacos (ambos pela Liga Conferência da UEFA) e Internazionale (Copa da Itália).
Em junho de 2024, foi anunciado como novo técnico do Bologna, assinando por 2 anos. Em maio de 2025, conquistou seu primeiro título como treinador após a vitória dos Felsinei sobre o Milan na decisão da Copa da Itália, que foi também o primeiro da equipe desde 1974.

## Títulos

### Como jogador
Hellas Verona
- Série B: 1998–99[31]

Chievo
- Série B: 2007–08[4]

### Como treinador
Bologna
- Copa da Itália: 2024–25

### Individuais
- Treinador do mês da Série A: maio de 2023, dezembro de 2023, março de 2025